# Emily Howland
Emily Howland (Sherwood, 20 de novembro de 1827 – 29 de junho de 1929) foi filantropa e educadora estadunidense. Ela ficou conhecida por suas atividades e interesse na educação de afro-americanos, e também foi uma forte defensora dos direitos das mulheres e do movimento da temperança.
Em 1926, ela recebeu o título honorário de Doutor em Literatura da Universidade do Estado de Nova Iorque em Albany, sendo a primeira mulher a receber tal honra por esta instituição. Howland também se tornou uma das primeiras mulheres diretoras de um banco nacional nos Estados Unidos, no First National Bank of Aurora em Aurora, Nova York, em 1890, servindo até sua morte, aos 101 anos.